# Primarias del Partido Demócrata de 2008 en Wisconsin
Las Primarias demócratas Wisconsin, 2008, fueron el 19 de febrero de 2008.

## Resultados
Las recientes encuestas y opiniones del partido demócrata muestran que el Senador Barack Obama tiene una ventaja pequeña de 46 a 42 por ciento sobre la Senadora Hillary Clinton a la fecha del 14 de febrero de 2008.
| Color: | Candidato se ha retirado. |

| Primaria presidencial Demócrata de Wisconsin, 2008 100% de los precintos reportados | Primaria presidencial Demócrata de Wisconsin, 2008 100% de los precintos reportados | Primaria presidencial Demócrata de Wisconsin, 2008 100% de los precintos reportados | Primaria presidencial Demócrata de Wisconsin, 2008 100% de los precintos reportados |
| Candidato                                                                           | Votos                                                                               | Porcentaje                                                                          | Delegados Nacionales                                                                |
| ----------------------------------------------------------------------------------- | ----------------------------------------------------------------------------------- | ----------------------------------------------------------------------------------- | ----------------------------------------------------------------------------------- |
| Barack Obama                                                                        | 646,007                                                                             | 58.13%                                                                              | 42                                                                                  |
| Hillary Clinton                                                                     | 452,795                                                                             | 40.75%                                                                              | 32                                                                                  |
| John Edwards                                                                        | 6,673                                                                               | 0.6%                                                                                | 0                                                                                   |
| Dennis Kucinich                                                                     | 2,644                                                                               | 0.24%                                                                               | 0                                                                                   |
| Joe Biden                                                                           | 756                                                                                 | 0.07%                                                                               | 0                                                                                   |
| Bill Richardson                                                                     | 535                                                                                 | 0.05%                                                                               | 0                                                                                   |
| Mike Gravel                                                                         | 518                                                                                 | 0.05%                                                                               | 0                                                                                   |
| Christopher Dodd                                                                    | 498                                                                                 | 0.04%                                                                               | 0                                                                                   |
| Indecisos                                                                           | 859                                                                                 | 0.08%                                                                               | 0                                                                                   |
| Total                                                                               | 1,111,285                                                                           | 100%                                                                                | 74                                                                                  |